# Dancing with the Stars (Magyarország, első évad)
A Dancing with the Stars című táncos show-műsor első évada 2020. október 10-én vette kezdetét a TV2-n.
2020 májusában jelentette be Fischer Gábor, a csatorna programigazgatója, hogy az év őszén új táncos show-műsor indul Dancing with the Stars címmel.
A két műsorvezető a konkurens RTL-től átigazoló Lékai-Kiss Ramóna és Stohl András volt, előbbinek ez volt az első műsora a csatornán. A zsűriben Kováts Gergely Csanád, Molnár Andrea, Ördög Nóra és Schiffer Miklós foglalt helyet. Az évad tíz részes volt, és szombatonként sugározta a TV2. A döntőre december 12-én került sor, ahol az első széria győztes párosa Gelencsér Tímea és Hegyes Bertalan lett.

## Versenyzők
Az első évad szereplőit szeptember 13-án a Sztárban sztár hetedik évadának harmadik adásában mutatták be.
Eredetileg Marsi Anikó párja Vas Zsolt lett volna. De a párosnál konfliktusok adódtak a felkészülési időszakban. Így Anikó új táncpartnert kapott maga mellé. Az új partnere Szabó Gábor lett.
A műsor ideje alatt a versenyző párosok tagjai közül a heten (a hírességek közül Osvárt Andrea, Marsi Anikó, Tóth Dávid, Győrfi Dániel és Gelencsér Tímea, a profi táncosok közül Czina Boglárka és Baranya Dávid) kapták el a COVID–19 koronavírust, ezért a soron következő adást kihagyni kényszerültek, de meggyógyulásuk után visszatérhettek a versenybe. Czina Boglárka (aki Istenes László partnere volt) helyét a harmadik és a negyedik adásban Váradi Martina vette át. A járvány miatt végig fokozott egészségügyi előírások mentén készült a műsor.

## Összesített eredmény
A páros továbbjutott

     A két legkevesebb szavazattal rendelkező páros

     A páros kiesett

     A páros nem vett részt az adásban

     A páros visszalépett a versenytől
| #   | Párosok         | Párosok         | 1. adás (október 10.) | 2. adás (október 17.) | 3. adás (október 24.) | 4. adás (október 31.)           | 5. adás (november 7.)           | 6. adás (november 14.)          | 7. adás (november 21.)          | 8. adás (november 28.)          | 9. adás (december 5.)           | 10. adás (december 12.)         |
| #   | Amatőrök        | Profik          | 1. adás (október 10.) | 2. adás (október 17.) | 3. adás (október 24.) | 4. adás (október 31.)           | 5. adás (november 7.)           | 6. adás (november 14.)          | 7. adás (november 21.)          | 8. adás (november 28.)          | 9. adás (december 5.)           | 10. adás (december 12.)         |
| --- | --------------- | --------------- | --------------------- | --------------------- | --------------------- | ------------------------------- | ------------------------------- | ------------------------------- | ------------------------------- | ------------------------------- | ------------------------------- | ------------------------------- |
| 1.  | Gelencsér Tímea | Hegyes Bertalan | Továbbjutottak        | Továbbjutottak        | Továbbjutottak        | Továbbjutottak                  | Továbbjutottak                  | Továbbjutottak                  | Nem vettek részt                | Továbbjutottak                  | Továbbjutottak                  | 1. helyezettek a döntőben       |
| 2.  | Gabriela Spanic | Andrei Mangra   | Továbbjutottak        | Továbbjutottak        | Továbbjutottak        | Továbbjutottak                  | Továbbjutottak                  | Továbbjutottak                  | Továbbjutottak                  | Utolsó kettő                    | Továbbjutottak                  | 2. helyezettek a döntőben       |
| 3.  | Pásztor Anna    | Köcse György    | Továbbjutottak        | Továbbjutottak        | Továbbjutottak        | Továbbjutottak                  | Továbbjutottak                  | Továbbjutottak                  | Továbbjutottak                  | Továbbjutottak                  | Továbbjutottak                  | 3. helyezettek a döntőben       |
| 4.  | Győrfi Dániel   | Stana Alexandra | Utolsó kettő          | Kiestek az 1. adásban | Továbbjutottak        | Továbbjutottak                  | Továbbjutottak                  | Továbbjutottak                  | Nem vettek részt                | Továbbjutottak                  | Utolsó kettő                    | 4. helyezettek a döntőben       |
| 5.  | Tóth Dávid      | Lissák Laura    | Továbbjutottak        | Továbbjutottak        | Továbbjutottak        | Továbbjutottak                  | Nem vettek részt                | Továbbjutottak                  | Utolsó kettő                    | Továbbjutottak                  | Utolsó kettő                    | Kiestek a 9. adásban            |
| 6.  | Détár Enikő     | Baranya Dávid   | Továbbjutottak        | Továbbjutottak        | Továbbjutottak        | Továbbjutottak                  | Továbbjutottak                  | Továbbjutottak                  | Továbbjutottak                  | Utolsó kettő                    | Kiestek a 8. adásban            | Kiestek a 8. adásban            |
| 7.  | Osvárt Andrea   | Suti András     | Továbbjutottak        | Továbbjutottak        | Nem vettek részt      | Nem vettek részt                | Továbbjutottak                  | Utolsó kettő                    | Utolsó kettő                    | Kiestek a 7. adásban            | Kiestek a 7. adásban            | Kiestek a 7. adásban            |
| 8.  | Horváth Tamás   | Sipos Viktória  | Továbbjutottak        | Továbbjutottak        | Továbbjutottak        | Továbbjutottak                  | Továbbjutottak                  | Továbbjutottak                  | Visszaléptek a 7. héten         | Visszaléptek a 7. héten         | Visszaléptek a 7. héten         | Visszaléptek a 7. héten         |
| 9.  | Istenes László  | Czina Boglárka  | Továbbjutottak        | Továbbjutottak        | Nem vett részt        | Nem vett részt                  | Utolsó kettő                    | Utolsó kettő                    | Kiestek a 6. adásban            | Kiestek a 6. adásban            | Kiestek a 6. adásban            | Kiestek a 6. adásban            |
| 9.  | Istenes László  | Váradi Martina  | Nem vett részt        | Nem vett részt        | Utolsó kettő          | Továbbjutottak                  | Nem vett részt                  | Nem vett részt                  | Kiestek a 6. adásban            | Kiestek a 6. adásban            | Kiestek a 6. adásban            | Kiestek a 6. adásban            |
| 10. | Noszály Sándor  | Mikes Anna      | Továbbjutottak        | Továbbjutottak        | Továbbjutottak        | Utolsó kettő                    | Utolsó kettő                    | Kiestek az 5. adásban           | Kiestek az 5. adásban           | Kiestek az 5. adásban           | Kiestek az 5. adásban           | Kiestek az 5. adásban           |
| 11. | Marsi Anikó     | Szabó Gábor     | Továbbjutottak        | Utolsó kettő          | Nem vettek részt      | Utolsó kettő                    | Kiestek a 4. adásban            | Kiestek a 4. adásban            | Kiestek a 4. adásban            | Kiestek a 4. adásban            | Kiestek a 4. adásban            | Kiestek a 4. adásban            |
| 12. | Emilio          | Tóth Orsolya    | Utolsó kettő          | Utolsó kettő          | Utolsó kettő          | Kiestek a 2., majd a 3. adásban | Kiestek a 2., majd a 3. adásban | Kiestek a 2., majd a 3. adásban | Kiestek a 2., majd a 3. adásban | Kiestek a 2., majd a 3. adásban | Kiestek a 2., majd a 3. adásban | Kiestek a 2., majd a 3. adásban |

### Átlag zsűri pontszámok
| Helyezés átlag alapján | Helyezés a versenyben | Páros                                             | Adásonkénti pontszámok | Adásonkénti pontszámok | Adásonkénti pontszámok | Adásonkénti pontszámok | Adásonkénti pontszámok | Adásonkénti pontszámok | Adásonkénti pontszámok | Adásonkénti pontszámok | Adásonkénti pontszámok | Össz- pontszám | Táncok száma | Átlag |
| Helyezés átlag alapján | Helyezés a versenyben | Páros                                             | 1                      | 2                      | 3                      | 4                      | 5                      | 6                      | 7                      | 8                      | 9                      | Össz- pontszám | Táncok száma | Átlag |
| ---------------------- | --------------------- | ------------------------------------------------- | ---------------------- | ---------------------- | ---------------------- | ---------------------- | ---------------------- | ---------------------- | ---------------------- | ---------------------- | ---------------------- | -------------- | ------------ | ----- |
| 1.                     | 3.                    | Pásztor Anna és Köcse György                      | 37                     | 33                     | 36                     | 38                     | 39                     | 37                     | 40                     | 39                     | 40+40=80               | 379            | 10           | 37,9  |
| 2.                     | 1.                    | Gelencsér Tímea és Hegyes Bertalan                | 32                     | 34                     | 37                     | 36                     | 38                     | 40                     |                        | 40                     | 39+40=79               | 336            | 9            | 37,3  |
| 3.                     | 6.                    | Détár Enikő és Baranya Dávid                      | 33                     | 36                     | 35                     | 38                     | 38                     | 39                     | 38                     | 38                     |                        | 295            | 8            | 36,8  |
| 4.                     | 4.                    | Győrfi Dániel és Stana Alexandra                  | 26                     |                        | 32                     | 37                     | 36                     | 36                     |                        | 38                     | 37+40=77               | 282            | 8            | 35,2  |
| 5.                     | 7.                    | Osvárt Andrea és Suti András                      | 31                     | 29                     |                        |                        | 40                     | 37                     | 38                     |                        |                        | 175            | 5            | 35,0  |
| 6.                     | 2.                    | Gabriela Spanic és Andrei Mangra                  | 29                     | 27                     | 33                     | 31                     | 37                     | 38                     | 38                     | 38                     | 35+37=72               | 343            | 10           | 34,3  |
| 6.                     | 8.                    | Horváth Tamás és Sipos Viktória                   | 30                     | 31                     | 34                     | 37                     | 36                     | 38                     | —                      |                        |                        | 206            | 6            | 34,3  |
| 8.                     | 5.                    | Tóth Dávid és Lissák Laura                        | 25                     | 29                     | 32                     | 31                     |                        | 34                     | 37                     | 37                     | 38+34=72               | 297            | 9            | 33,0  |
| 9.                     | 9.                    | Istenes László és Czina Boglárka / Váradi Martina | 27                     | 27                     | 32                     | 33                     | 34                     | 37                     |                        |                        |                        | 190            | 6            | 31,6  |
| 10.                    | 10.                   | Noszály Sándor és Mikes Anna                      | 28                     | 29                     | 33                     | 30                     | 34                     |                        |                        |                        |                        | 154            | 5            | 30,8  |
| 11.                    | 11.                   | Marsi Anikó és Szabó Gábor                        | 31                     | 24                     |                        | 31                     |                        |                        |                        |                        |                        | 86             | 3            | 28,7  |
| 12.                    | 12.                   | Emilio és Tóth Orsolya                            | 27                     | 25                     | 32                     |                        |                        |                        |                        |                        |                        | 84             | 3            | 28,0  |

A zöld pontszámok jelzik a legmagasabb pontszámot az adott héten
A piros pontszámok jelzik a legalacsonyabb pontszámot az adott héten

### Legmagasabb és legalacsonyabb zsűri pontszámú produkciók
Az egyes táncok legmagasabb és legalacsonyabb pontszámú produkciói a zsűritagok pontozása alapján (az első kilenc adásban).
| Tánc            | Páros                                                           | Legmagasabb pontszám | Páros                                                            | Legalacsonyabb pontszám | Produkciók száma |
| --------------- | --------------------------------------------------------------- | -------------------- | ---------------------------------------------------------------- | ----------------------- | ---------------- |
| american smooth | Tóth Dávid és Lissák Laura                                      | 32                   |                                                                  |                         | 1                |
| bécsi keringő   | Osvárt Andrea és Suti András                                    | 40                   | Emilio és Tóth Orsolya                                           | 25                      | 7                |
| cha-cha-cha     | Pásztor Anna és Köcse György                                    | 40                   | Istenes László és Czina Boglárka                                 | 27                      | 10               |
| charleston      | Détár Enikő és Baranya Dávid                                    | 39                   | Tóth Dávid és Lissák Laura                                       | 25                      | 2                |
| disco           | Détár Enikő és Baranya Dávid                                    | 35                   | Marsi Anikó és Szabó Gábor                                       | 24                      | 4                |
| foxtrott        | Pásztor Anna és Köcse György                                    | 40                   | Istenes László és Czina Boglárka                                 | 27                      | 6                |
| hiphop          | Pásztor Anna és Köcse György                                    | 33                   |                                                                  |                         | 1                |
| jive            | Győrfi Dániel és Stana Alexandra                                | 40                   | Emilio és Tóth Orsolya                                           | 32                      | 9                |
| kortárs         | Gelencsér Tímea és Hegyes Bertalan                              | 40                   | Pásztor Anna és Köcse György                                     | 36                      | 2                |
| pasodoble       | Gelencsér Tímea és Hegyes Bertalan Pásztor Anna és Köcse György | 40                   | Noszály Sándor és Mikes Anna                                     | 29                      | 8                |
| quickstep       | Gelencsér Tímea és Hegyes Bertalan                              | 40                   | Győrfi Dániel és Stana Alexandra                                 | 26                      | 8                |
| rumba           | Győrfi Dániel és Stana Alexandra                                | 38                   | Osvárt Andrea és Suti András                                     | 31                      | 6                |
| salsa           | Gabriela Spanic és Andrei Mangra                                | 38                   | Détár Enikő és Baranya Dávid                                     | 33                      | 2                |
| samba           | Pásztor Anna és Köcse György                                    | 39                   | Gabriela Spanic és Andrei Mangra                                 | 29                      | 6                |
| showdance       | Gelencsér Tímea és Hegyes Bertalan                              | 39                   | Horváth Tamás és Sipos Viktória Gabriela Spanic és Andrei Mangra | 31                      | 4                |
| tangó           | Pásztor Anna és Köcse György                                    | 38                   | Tóth Dávid és Lissák Laura                                       | 29                      | 6                |

## Adások
A zsűri a produkciókat 1-től 10-ig pontozta, a nézők pedig a TV2 Live mobilapplikációval szavazhattak. Az adások során a versenyben lévő párosok közül a két legkevesebb összesített szavazattal rendelkező páros a veszélyzónába került, sorsukról a nézők dönthettek egy kétperces szavazás során. Az első adásban a nézők a produkciók ideje alatt, illetve a második szavazási körben akár az összes párosra szavazhattak. A második adástól az applikáción az egész verseny alatt szavazhattak, akár az összes párosra. Az elődöntőben és a döntőben emelt díjas SMS-ben is szavazhattak a nézők, valamint a döntős párosokra az elődöntő végétől a döntőig szavazhattak ebben a formában. Az SMS-szavazatok az applikációs szavazatok ötszörösét érték. A döntőben a zsűri nem adott pontokat, kizárólag a nézők döntöttek.

### 1. adás (október 10.)
- Téma: Mindenki táncol!
- Extra produkció: Lóci játszik – "Nem táncolsz jobban, mint én" / Szűcs Judith – "Táncolj még!" / Csepregi Éva – "Ha szombat este táncol" / Nagy Feró és Tóth Andi – "Gyere, kislány, gyere!" / Gábor Bernadett – "Táncolj!" / Majka – "Mindenki táncol /90'/"

| #  | Páros                              | Tánc          | Zene                                                    | Zsűri pontszámok | Zsűri pontszámok | Zsűri pontszámok      | Zsűri pontszámok | Zsűri pontszámok | Eredmény        |
| #  | Páros                              | Tánc          | Zene                                                    | Schiffer Miklós  | Molnár Andrea    | Kováts Gergely Csanád | Ördög Nóra       | Összesen         | Eredmény        |
| -- | ---------------------------------- | ------------- | ------------------------------------------------------- | ---------------- | ---------------- | --------------------- | ---------------- | ---------------- | --------------- |
| 1  | Horváth Tamás és Sipos Viktória    | pasodoble     | "Smooth Criminal" – Michael Jackson                     | 8                | 7                | 7                     | 8                | 30               | Továbbjutottak  |
| 2  | Gelencsér Tímea és Hegyes Bertalan | tangó         | "Toxic" – Britney Spears                                | 8                | 8                | 8                     | 8                | 32               | Továbbjutottak  |
| 3  | Istenes László és Czina Boglárka   | cha-cha-cha   | "Moves Like Jagger" – Maroon 5 feat. Christina Aguilera | 7                | 7                | 6                     | 7                | 27               | Továbbjutottak  |
| 4  | Győrfi Dániel és Stana Alexandra   | quickstep     | "Are You Gonna Be My Girl" – Jet                        | 7                | 6                | 6                     | 7                | 26               | Kiestek         |
| 5  | Osvárt Andrea és Suti András       | rumba         | "Shallow" – Lady Gaga és Bradley Cooper                 | 8                | 8                | 7                     | 8                | 31               | Továbbjutottak  |
| 6  | Emilio és Tóth Orsolya             | disco         | "Get Down on It" – Kool & the Gang                      | 8                | 6                | 6                     | 7                | 27               | Utolsó előttiek |
| 7  | Pásztor Anna és Köcse György       | jive          | "One Way or Another" – Blondie                          | 10               | 9                | 9                     | 9                | 37               | Továbbjutottak  |
| 8  | Tóth Dávid és Lissák Laura         | charleston    | "That Man" – Caro Emerald                               | 6                | 6                | 6                     | 7                | 25               | Továbbjutottak  |
| 9  | Marsi Anikó és Szabó Gábor         | bécsi keringő | "Perfect" – Ed Sheeran                                  | 8                | 8                | 7                     | 8                | 31               | Továbbjutottak  |
| 10 | Noszály Sándor és Mikes Anna       | foxtrott      | "Señorita" – Shawn Mendes és Camila Cabello             | 8                | 6                | 7                     | 7                | 28               | Továbbjutottak  |
| 11 | Détár Enikő és Baranya Dávid       | salsa         | "Despacito" – Luis Fonsi feat. Daddy Yankee             | 9                | 8                | 8                     | 8                | 33               | Továbbjutottak  |
| 12 | Gabriela Spanic és Andrei Mangra   | samba         | "Hips Don't Lie" – Shakira feat. Wyclef Jean            | 7                | 7                | 7                     | 8                | 29               | Továbbjutottak  |

### 2. adás (október 17.)
- Téma: Hollywood Night

| #  | Páros                              | Tánc          | Zene                                             | Film                 | Zsűri pontszámok | Zsűri pontszámok | Zsűri pontszámok      | Zsűri pontszámok | Zsűri pontszámok | Eredmény        |
| #  | Páros                              | Tánc          | Zene                                             | Film                 | Schiffer Miklós  | Molnár Andrea    | Kováts Gergely Csanád | Ördög Nóra       | Összesen         | Eredmény        |
| -- | ---------------------------------- | ------------- | ------------------------------------------------ | -------------------- | ---------------- | ---------------- | --------------------- | ---------------- | ---------------- | --------------- |
| 1  | Gelencsér Tímea és Hegyes Bertalan | jive          | "I'll Be There for You" – The Rembrandt          | Jóbarátok            | 8                | 8                | 9                     | 9                | 34               | Továbbjutottak  |
| 2  | Tóth Dávid és Lissák Laura         | tangó         | "Assassin's Tango" – John Powell                 | Mr. és Mrs. Smith    | 8                | 7                | 7                     | 7                | 29               | Továbbjutottak  |
| 3  | Osvárt Andrea és Suti András       | cha-cha-cha   | "Flashdance... What a Feeling" – Irene Cara      | Flashdance           | 7                | 7                | 8                     | 7                | 29               | Továbbjutottak  |
| 4  | Horváth Tamás és Sipos Viktória    | showdance     | "Bang Bang" – Nancy Sinatra                      | Kill Bill 1.         | 8                | 8                | 7                     | 8                | 31               | Továbbjutottak  |
| 5  | Marsi Anikó és Szabó Gábor         | disco         | "Can't Stop the Feeling!" – Justin Timberlake    | Trollok              | 7                | 6                | 5                     | 6                | 24               | Utolsó előttiek |
| 6  | Istenes László és Czina Boglárka   | foxtrott      | "Freedom" – Anthony Hamilton & Elayna Boynton    | Django elszabadul    | 7                | 7                | 6                     | 7                | 27               | Továbbjutottak  |
| 7  | Gabriela Spanic és Andrei Mangra   | quickstep     | "Show Me How You Burlesque" – Christina Aguilera | Díva                 | 7                | 6                | 7                     | 7                | 27               | Továbbjutottak  |
| 8  | Noszály Sándor és Mikes Anna       | pasodoble     | "Jai Ho!" – A. R. Rahman, The Pussycat Dolls     | Gettómilliomos       | 8                | 7                | 7                     | 7                | 29               | Továbbjutottak  |
| 9  | Détár Enikő és Baranya Dávid       | rumba         | "Skyfall" – Adele                                | Skyfall              | 9                | 9                | 9                     | 9                | 36               | Továbbjutottak  |
| 10 | Emilio és Tóth Orsolya             | bécsi keringő | "Tightrope" – Michelle Williams                  | A legnagyobb showman | 7                | 6                | 6                     | 6                | 25               | Kiestek         |
| 11 | Pásztor Anna és Köcse György       | hiphop        | "Pump It" – The Black Eyed Peas                  | Taxi 4.              | 8                | 9                | 8                     | 8                | 33               | Továbbjutottak  |

### 3. adás (október 24.)
Marsi Anikó és Osvárt Andrea koronavírus tesztje pozitív lett, ezért nem vehettek részt az adásban és az eddigi kiesők, Győrfi Dániel és Emilio visszatérhettek a versenybe. A profi táncosok közül Istenes László partnerének, Czina Boglárkának is pozitív lett a tesztje, akinek helyét meggyógyulásáig Váradi Martina vette át.
- Téma: All You Need is Love
- Extra produkció: Zséda – "A szívemet dobom eléd"

| #  | Páros                              | Tánc            | Zene                                      | Zsűri pontszámok | Zsűri pontszámok | Zsűri pontszámok      | Zsűri pontszámok | Zsűri pontszámok | Eredmény        |
| #  | Páros                              | Tánc            | Zene                                      | Schiffer Miklós  | Molnár Andrea    | Kováts Gergely Csanád | Ördög Nóra       | Összesen         | Eredmény        |
| -- | ---------------------------------- | --------------- | ----------------------------------------- | ---------------- | ---------------- | --------------------- | ---------------- | ---------------- | --------------- |
| 1  | Noszály Sándor és Mikes Anna       | quickstep       | "Marry You" – Bruno Mars                  | 8                | 8                | 9                     | 8                | 33               | Továbbjutottak  |
| 2  | Tóth Dávid és Lissák Laura         | american smooth | "What Is Love" – Kiesza                   | 8                | 8                | 8                     | 8                | 32               | Továbbjutottak  |
| 3  | Istenes László és Váradi Martina   | samba           | "Shape of You" – Ed Sheeran               | 8                | 8                | 8                     | 8                | 32               | Utolsó előttiek |
| 4  | Győrfi Dániel és Stana Alexandra   | bécsi keringő   | "You Are the Reason" – Calum Scott        | 8                | 9                | 7                     | 8                | 32               | Továbbjutottak  |
| 5  | Détár Enikő és Baranya Dávid       | disco           | "Love at First Sight" – Kylie Minogue     | 9                | 9                | 8                     | 9                | 35               | Továbbjutottak  |
| 6  | Emilio és Tóth Orsolya             | jive            | "Ex's & Oh's" – Elle King                 | 8                | 8                | 8                     | 8                | 32               | Kiestek         |
| 7  | Pásztor Anna és Köcse György       | kortárs         | "Try" – Pink                              | 9                | 9                | 9                     | 9                | 36               | Továbbjutottak  |
| 8  | Gabriela Spanic és Andrei Mangra   | rumba           | "La usurpadora" – Pandora                 | 8                | 8                | 8                     | 9                | 33               | Továbbjutottak  |
| 9  | Horváth Tamás és Sipos Viktória    | cha-cha-cha     | "Ain't No Other Man" – Christina Aguilera | 9                | 8                | 8                     | 9                | 34               | Továbbjutottak  |
| 10 | Gelencsér Tímea és Hegyes Bertalan | foxtrott        | "Firework" – Katy Perry                   | 9                | 9                | 9                     | 10               | 37               | Továbbjutottak  |

### 4. adás (október 31.)
- Téma: Hello Halloween
- Extra produkció: Tóth Gabi és a Tha Shudras – "Tainted Love"

| #  | Páros                              | Tánc          | Zene                                   | Zsűri pontszámok | Zsűri pontszámok | Zsűri pontszámok      | Zsűri pontszámok | Zsűri pontszámok | Eredmény        |
| #  | Páros                              | Tánc          | Zene                                   | Schiffer Miklós  | Molnár Andrea    | Kováts Gergely Csanád | Ördög Nóra       | Összesen         | Eredmény        |
| -- | ---------------------------------- | ------------- | -------------------------------------- | ---------------- | ---------------- | --------------------- | ---------------- | ---------------- | --------------- |
| 1  | Détár Enikő és Baranya Dávid       | pasodoble     | "Bad Romance" – Lady Gaga              | 9                | 10               | 9                     | 10               | 38               | Továbbjutottak  |
| 2  | Istenes László és Váradi Martina   | bécsi keringő | "You Don't Own Me" – Saygrace & G-Eazy | 8                | 8                | 9                     | 8                | 33               | Továbbjutottak  |
| 3  | Tóth Dávid és Lissák Laura         | samba         | "Dance Monkey" – Tones and I           | 8                | 7                | 8                     | 8                | 31               | Továbbjutottak  |
| 4  | Marsi Anikó és Szabó Gábor         | tangó         | "Physical" – Dua Lipa                  | 8                | 7                | 8                     | 8                | 31               | Kiestek         |
| 5  | Noszály Sándor és Mikes Anna       | cha-cha-cha   | "Thriller" – Michael Jackson           | 8                | 7                | 7                     | 8                | 30               | Utolsó előttiek |
| 6  | Horváth Tamás és Sipos Viktória    | jive          | "Personal Jesus" – Depeche Mode        | 9                | 9                | 9                     | 10               | 37               | Továbbjutottak  |
| 7  | Gelencsér Tímea és Hegyes Bertalan | rumba         | "Skin" – Rag’n’Bone Man                | 9                | 9                | 9                     | 9                | 36               | Továbbjutottak  |
| 8  | Győrfi Dániel és Stana Alexandra   | samba         | "Cuban Pete" – A Maszk                 | 9                | 9                | 10                    | 9                | 37               | Továbbjutottak  |
| 9  | Gabriela Spanic és Andrei Mangra   | showdance     | "Bring Me To Life" – Evanescence       | 8                | 7                | 8                     | 8                | 31               | Továbbjutottak  |
| 10 | Pásztor Anna és Köcse György       | tangó         | "Bad Guy" – Billie Eilish              | 10               | 9                | 9                     | 10               | 38               | Továbbjutottak  |

### 5. adás (november 7.)
Tóth Dávid koronavírus tesztje pozitív lett, így ezen a héten nem vett részt az adásban.
- Téma: Időutazás
- Extra produkció: Attraction Látványszínház

| # | Páros                              | Tánc           | Zene                                                 | Zsűri pontszámok | Zsűri pontszámok | Zsűri pontszámok      | Zsűri pontszámok | Zsűri pontszámok | Eredmény        |
| # | Páros                              | Tánc           | Zene                                                 | Schiffer Miklós  | Molnár Andrea    | Kováts Gergely Csanád | Ördög Nóra       | Összesen         | Eredmény        |
| - | ---------------------------------- | -------------- | ---------------------------------------------------- | ---------------- | ---------------- | --------------------- | ---------------- | ---------------- | --------------- |
| 1 | Pásztor Anna és Köcse György       | samba          | "Lambada" – Kaoma                                    | 10               | 10               | 10                    | 9                | 39               | Továbbjutottak  |
| 2 | Gelencsér Tímea és Hegyes Bertalan | cha-cha-cha    | "Let’s Get Loud" – Jennifer Lopez                    | 10               | 9                | 9                     | 10               | 38               | Továbbjutottak  |
| 3 | Istenes László és Czina Boglárka   | disco          | "Daddy Cool" – Boney M.                              | 9                | 8                | 8                     | 9                | 34               | Utolsó előttiek |
| 4 | Noszály Sándor és Mikes Anna       | showdance      | "Bang Bang" – Jessie J, Ariana Grande, Nicki Minaj   | 9                | 8                | 9                     | 8                | 34               | Kiestek         |
| 5 | Détár Enikő és Baranya Dávid       | foxtrott       | "Olyan Ő" – Bagossy Brothers Company és Bíró Barbara | 9                | 10               | 10                    | 9                | 38               | Továbbjutottak  |
| 6 | Győrfi Dániel és Stana Alexandra   | pasodoble      | "The Final Countdown" – Europe                       | 10               | 8                | 9                     | 9                | 36               | Továbbjutottak  |
| 7 | Horváth Tamás és Sipos Viktória    | quickstep      | "Take On Me" – A-ha                                  | 10               | 9                | 8                     | 9                | 36               | Továbbjutottak  |
| 8 | Osvárt Andrea és Suti András       | bécsi keringő  | "House of the Rising Sun" – The Animals              | 10               | 10               | 10                    | 10               | 40               | Továbbjutottak  |
| 9 | Gabriela Spanic és Andrei Mangra   | argentin tangó | "Grenade" – Bruno Mars                               | 10               | 9                | 9                     | 9                | 37               | Továbbjutottak  |

### 6. adás (november 14.)
- Téma: Irány a Broadway!
- Extra produkció: Opitz Barbi, Szabó Ádám és Vastag Csaba – "I Got Life" / "Hair" / "Good Morning Starshine" / "Let the Sunshine In" (Hair)

| # | Páros                              | Tánc          | Zene                                                                   | Musical              | Zsűri pontszámok | Zsűri pontszámok | Zsűri pontszámok      | Zsűri pontszámok | Zsűri pontszámok | Eredmény        |
| # | Páros                              | Tánc          | Zene                                                                   | Musical              | Schiffer Miklós  | Molnár Andrea    | Kováts Gergely Csanád | Ördög Nóra       | Összesen         | Eredmény        |
| - | ---------------------------------- | ------------- | ---------------------------------------------------------------------- | -------------------- | ---------------- | ---------------- | --------------------- | ---------------- | ---------------- | --------------- |
| 1 | Osvárt Andrea és Suti András       | jive          | "Fame" – Irene Cara                                                    | Fame                 | 10               | 9                | 9                     | 9                | 37               | Utolsó előttiek |
| 2 | Győrfi Dániel és Stana Alexandra   | cha-cha-cha   | "Lady Marmalade" – Christina Aguilera, Mýa, Pink, Lil′ Kim             | Moulin Rouge!        | 9                | 9                | 9                     | 9                | 36               | Továbbjutottak  |
| 3 | Tóth Dávid és Lissák Laura         | rumba         | "Don't Cry for Me Argentina" – Madonna                                 | Evita                | 9                | 8                | 8                     | 9                | 34               | Továbbjutottak  |
| 4 | Détár Enikő és Baranya Dávid       | charleston    | "Cabaret" – Liza Minnelli                                              | Kabaré               | 10               | 10               | 9                     | 10               | 39               | Továbbjutottak  |
| 5 | Istenes László és Czina Boglárka   | quickstep     | "Over the Rainbow" – Judy Garland                                      | Óz, a csodák csodája | 9                | 9                | 9                     | 10               | 37               | Kiestek         |
| 6 | Gabriela Spanic és Andrei Mangra   | foxtrott      | "New York, New York" – Frank Sinatra                                   | New York, New York   | 9                | 9                | 10                    | 10               | 38               | Továbbjutottak  |
| 7 | Gelencsér Tímea és Hegyes Bertalan | pasodoble     | "Les Rois du monde" – Philippe d'Avilla, Damien Sargue, Grégori Baquet | Rómeó és Júlia       | 10               | 10               | 10                    | 10               | 40               | Továbbjutottak  |
| 8 | Horváth Tamás és Sipos Viktória    | samba         | "Magalenha" – Sergio Mendes                                            | Dance with Me        | 10               | 9                | 9                     | 10               | 38               | Továbbjutottak  |
| 9 | Pásztor Anna és Köcse György       | bécsi keringő | "Hopelessly Devoted to You" – Olivia Newton-John                       | Grease               | 10               | 10               | 9                     | 10               | 39               | Továbbjutottak  |

### 7. adás (november 21.)
Gelencsér Tímea és Győrfi Dániel koronavírus tesztje pozitív lett, így ezen a héten nem vehettek részt. Horváth Tamás egészségi állapota miatt feladta a versenyt.
- Téma: Riszaviadal

| #           | Páros                            | Tánc        | Zene                                                                     | Zsűri pontszámok | Zsűri pontszámok | Zsűri pontszámok      | Zsűri pontszámok | Zsűri pontszámok | Eredmény        |
| #           | Páros                            | Tánc        | Zene                                                                     | Schiffer Miklós  | Molnár Andrea    | Kováts Gergely Csanád | Ördög Nóra       | Összesen         | Eredmény        |
| ----------- | -------------------------------- | ----------- | ------------------------------------------------------------------------ | ---------------- | ---------------- | --------------------- | ---------------- | ---------------- | --------------- |
| 1           | Détár Enikő és Baranya Dávid     | jive        | "Runaway Baby" – Bruno Mars                                              | 10               | 10               | 9                     | 9                | 38               | Továbbjutottak  |
| 2           | Osvárt Andrea és Suti András     | quickstep   | "Cha Cha" – Chelo                                                        | 9                | 10               | 9                     | 10               | 38               | Kiestek         |
| 3           | Pásztor Anna és Köcse György     | pasodoble   | "Seven Nation Army" – The White Stripes                                  | 10               | 10               | 10                    | 10               | 40               | Továbbjutottak  |
| 4           | Tóth Dávid és Lissák Laura       | cha-cha-cha | "Sofia" – Álvaro Soler                                                   | 10               | 9                | 9                     | 9                | 37               | Utolsó előttiek |
| 5           | Gabriela Spanic és Andrei Mangra | salsa       | "Súbeme la Radio" – Enrique Iglesias feat. Descemer Bueno, Zion & Lennox | 10               | 9                | 9                     | 10               | 38               | Továbbjutottak  |
| Riszaviadal |                                  |             |                                                                          |                  |                  |                       |                  |                  |                 |
| 6           | Détár Enikő és Baranya Dávid     | samba       | "Livin' La Vida Loca" – Ricky Martin                                     |                  | +1               |                       | +1               | +2               |                 |
| 6           | Osvárt Andrea és Suti András     | samba       | "Livin' La Vida Loca" – Ricky Martin                                     | +1               |                  | +1                    |                  | +2               |                 |
| 6           | Pásztor Anna és Köcse György     | samba       | "Livin' La Vida Loca" – Ricky Martin                                     |                  |                  |                       |                  | +0               |                 |
| 6           | Tóth Dávid és Lissák Laura       | samba       | "Livin' La Vida Loca" – Ricky Martin                                     |                  |                  |                       |                  | +0               | Nézői +1 pont   |
| 6           | Gabriela Spanic és Andrei Mangra | samba       | "Livin' La Vida Loca" – Ricky Martin                                     |                  |                  |                       |                  | +0               |                 |

Extra produkciók
| # | Páros                            | Tánc  | Zene               |
| - | -------------------------------- | ----- | ------------------ |
| 1 | Noszály Sándor és Mikes Anna     | tangó | "Mamma Mia" – ABBA |
| 2 | Istenes László és Czina Boglárka | tangó | "Sax" – Fleur East |

### 8. adás (november 28.)
- Téma: Királyok és királynők
- Extra produkció: Orsovai Renáta és Rácz Gergő – "Mostantól"

| # | Páros                              | Tánc        | Zene                               | Zsűri pontszámok | Zsűri pontszámok | Zsűri pontszámok      | Zsűri pontszámok | Zsűri pontszámok | Eredmény        |
| # | Páros                              | Tánc        | Zene                               | Schiffer Miklós  | Molnár Andrea    | Kováts Gergely Csanád | Ördög Nóra       | Összesen         | Eredmény        |
| - | ---------------------------------- | ----------- | ---------------------------------- | ---------------- | ---------------- | --------------------- | ---------------- | ---------------- | --------------- |
| 1 | Tóth Dávid és Lissák Laura         | jive        | "Jailhouse Rock" – Elvis Presley   | 9                | 9                | 10                    | 9                | 37               | Továbbjutottak  |
| 2 | Détár Enikő és Baranya Dávid       | cha-cha-cha | "Mercy" – Duffy                    | 10               | 10               | 9                     | 9                | 38               | Kiestek         |
| 3 | Győrfi Dániel és Stana Alexandra   | rumba       | "Your Song" – Elton John           | 10               | 9                | 9                     | 10               | 38               | Továbbjutottak  |
| 4 | Gabriela Spanic és Andrei Mangra   | pasodoble   | "Set Fire To The Rain" – Adele     | 10               | 9                | 9                     | 10               | 38               | Utolsó előttiek |
| 5 | Pásztor Anna és Köcse György       | quickstep   | "Fire Under My Feet" – Leona Lewis | 10               | 10               | 9                     | 10               | 39               | Továbbjutottak  |
| 6 | Gelencsér Tímea és Hegyes Bertalan | kortárs     | "Chandelier" – Sia                 | 10               | 10               | 10                    | 10               | 40               | Továbbjutottak  |

### 9. adás: elődöntő (december 5.)
Az elődöntőben a párosok két koreográfiával léptek a parkettre. A nézők ezúttal SMS-ben is szavazhattak, az SMS-szavazatok a TV2 Live applikáción leadott szavazatok ötszörösét érték. 
- Téma: Winter Is Coming

| #  | Páros                              | Tánc          | Zene                                               | Zsűri pontszámok | Zsűri pontszámok | Zsűri pontszámok      | Zsűri pontszámok | Zsűri pontszámok | Eredmény        |
| #  | Páros                              | Tánc          | Zene                                               | Schiffer Miklós  | Molnár Andrea    | Kováts Gergely Csanád | Ördög Nóra       | Összesen         | Eredmény        |
| -- | ---------------------------------- | ------------- | -------------------------------------------------- | ---------------- | ---------------- | --------------------- | ---------------- | ---------------- | --------------- |
| 1  | Gabriela Spanic és Andrei Mangra   | jive          | "All I Want for Christmas Is You" – Mariah Carey   | 9                | 9                | 8                     | 9                | 35               | Továbbjutottak  |
| 6  | Gabriela Spanic és Andrei Mangra   | cha-cha-cha   | "Nem jön álom a szememre" – TNT                    | 10               | 9                | 9                     | 9                | 37               | Továbbjutottak  |
| 2  | Győrfi Dániel és Stana Alexandra   | tangó         | "Little Drummer Boy" – Harry Simeone Chorale       | 9                | 9                | 9                     | 10               | 37               | Utolsó előttiek |
| 7  | Győrfi Dániel és Stana Alexandra   | jive          | "Underneath the Tree" – Kelly Clarkson             | 10               | 10               | 10                    | 10               | 40               | Utolsó előttiek |
| 3  | Gelencsér Tímea és Hegyes Bertalan | showdance     | "Dance of the Sugar Plum Fairy" – Lindsey Stirling | 10               | 10               | 9                     | 10               | 39               | Továbbjutottak  |
| 8  | Gelencsér Tímea és Hegyes Bertalan | quickstep     | "Jingle Bells" – James Lord Pierpont               | 10               | 10               | 10                    | 10               | 40               | Továbbjutottak  |
| 4  | Tóth Dávid és Lissák Laura         | bécsi keringő | "Snowman" – Sia                                    | 10               | 9                | 9                     | 10               | 38               | Kiestek         |
| 10 | Tóth Dávid és Lissák Laura         | pasodoble     | "Do They Know It's Christmas?" – Band Aid          | 9                | 8                | 8                     | 9                | 34               | Kiestek         |
| 5  | Pásztor Anna és Köcse György       | cha-cha-cha   | "Last Christmas" – Wham!                           | 10               | 10               | 10                    | 10               | 40               | Továbbjutottak  |
| 9  | Pásztor Anna és Köcse György       | foxtrott      | "Winter Wonderland" – Michael Bublé                | 10               | 10               | 10                    | 10               | 40               | Továbbjutottak  |

### 10. adás: döntő (december 12.)
A döntőben a zsűri nem pontozott, csak szóban értékeltél a produkciókat, kizárólag a nézői szavazatok döntöttek a végeredményről. SMS-ben az elődöntő végétől a döntőig szavazhattak a nézők, az SMS-szavazatok a TV2 Live applikáción leadott szavazatok ötszörösét érték. A döntőben a műsorvezetők bejelentették, hogy 2021-ben képernyőre kerül a műsor második évada.
- Téma: Finálé (az első adás tánca, a zsűri által választott tánc, eddig még be nem mutatott tánc)
- Extra produkciók:
  - Kiesett versenyzők (Emilio és Tóth Orsolya, Noszály Sándor és Mikes Anna, Istenes László és Czina Boglárka, Osvárt Andrea és Suti András, Tóth Dávid és Lissák Laura, Détár Enikő és Szabó Gábor) produkciója
  - Zsűritagok (Ördög Nóra és Suti András, Molnár Andrea és Szabó Gábor, Schiffer Miklós és Csajbók Anikó, Kováts Gergely Csanád és Mikes Anna) produkciója
  - Füredi Nikolett – "Legyen hó" (Jégvarázs)

| #          | Páros                              | Tánc          | Zene                                                                   | Eredmény       |
| 1. forduló | 1. forduló                         | 1. forduló    | 1. forduló                                                             | 1. forduló     |
| ---------- | ---------------------------------- | ------------- | ---------------------------------------------------------------------- | -------------- |
| 1          | Pásztor Anna és Köcse György       | jive          | "One Way or Another" – Blondie                                         | Továbbjutottak |
| 2          | Gabriela Spanic és Andrei Mangra   | samba         | "Hips Don't Lie" – Shakira feat. Wyclef Jean                           | Továbbjutottak |
| 3          | Győrfi Dániel és Stana Alexandra   | quickstep     | "Are You Gonna Be My Girl" – Jet                                       | 4. helyezettek |
| 4          | Gelencsér Tímea és Hegyes Bertalan | tangó         | "Toxic" – Britney Spears                                               | Továbbjutottak |
| 2. forduló |                                    |               |                                                                        |                |
| 5          | Pásztor Anna és Köcse György       | kortárs       | "Try" – Pink                                                           | 3. helyezettek |
| 6          | Gabriela Spanic és Andrei Mangra   | quickstep     | "Show Me How You Burlesque" – Christina Aguilera                       | Továbbjutottak |
| 7          | Gelencsér Tímea és Hegyes Bertalan | pasodoble     | "Les Rois du monde" – Philippe d'Avilla, Damien Sargue, Grégori Baquet | Továbbjutottak |
| 3. forduló |                                    |               |                                                                        |                |
| 8          | Gabriela Spanic és Andrei Mangra   | bécsi keringő | "A Thousand Years" – Christina Perri                                   | 2. helyezettek |
| 9          | Gelencsér Tímea és Hegyes Bertalan | bécsi keringő | "Breakaway" – Kelly Clarkson                                           | Győztesek      |

A nézői szavazatok alapján az első évadot Gelencsér Tímea és Hegyes Bertalan nyerte. Az egymillió forintos nyereményösszeget a Zenével a Rákos Gyermekekért Alapítvány javára ajánlották fel.

## Nézettség
A +4-es adatok a teljes lakosságra, a 18–59-es adatok a célközönségre vonatkoznak. A táblázat csak a TV2 által főműsoridőben sugárzott adások adatait mutatja.
| Epizód   | Vetítés            | Teljes lakosság (+4) | Teljes lakosság (+4) | Teljes lakosság (+4) | Célközönség (18–59) | Célközönség (18–59) | Célközönség (18–59) | Forrás |
| Epizód   | Vetítés            | AMR (fő)             | SHR (%)              | Heti helyezés        | AMR (fő)            | SHR (%)             | Heti helyezés       | Forrás |
| -------- | ------------------ | -------------------- | -------------------- | -------------------- | ------------------- | ------------------- | ------------------- | ------ |
| 1. adás  | 2020. október 10.  | 1 043 015            | 28,4                 | 1.                   | 496 083             | 25,2                | 1.                  | [ 3 ]  |
| 2. adás  | 2020. október 17.  | 994 606              | 25,3                 | 1.                   | 439 690             | 20,9                | 3.                  | [ 4 ]  |
| 3. adás  | 2020. október 24.  | 882 136              | 22,5                 | 2.                   | 387 486             | 17,9                | 4.                  | [ 5 ]  |
| 4. adás  | 2020. október 31.  | 868 648              | 23,2                 | 3.                   | 414 594             | 20,3                | 3.                  | [ 6 ]  |
| 5. adás  | 2020. november 7.  | 888 760              | 21,8                 | 2.                   | 386 192             | 17,3                | 4.                  | [ 7 ]  |
| 6. adás  | 2020. november 14. | 946 754              | 22,3                 | 2.                   | 395 725             | 17,2                | 6.                  | [ 8 ]  |
| 7. adás  | 2020. november 21. | 830 531              | 19,2                 | 4.                   | 357 864             | 15,0                | 8.                  | [ 9 ]  |
| 8. adás  | 2020. november 28. | 884 861              | 19,6                 | 4.                   | 351 832             | 14,1                | 8.                  | [ 10 ] |
| 9. adás  | 2020. december 5.  | 864 788              | 21,2                 | 3.                   | 371 649             | 16,4                | 5.                  | [ 11 ] |
| 10. adás | 2020. december 12. | 933 581              | 23,8                 | 1.                   | 382 646             | 17,8                | 4.                  | [ 12 ] |